# Dicranomyia fasciata
Dicranomyia fasciata là một loài ruồi trong họ Limoniidae. Chúng phân bố ở miền Australasia.